# Tempête (1876)
Pour les autres navires du même nom, voir Tempête (navire).
La Tempête est un cuirassé garde-côtes  de classe Tempête construit pour la Marine française à la fin du XIXe siècle. Lancé en 1876, il est mis en service en 1879 et rayé des listes en 1907.

## Histoire
La construction du cuirassé Tempête commence à l'arsenal de Brest le 26 décembre 1872. Il est lancé en août 1876 puis armé le 14 novembre 1879. Destiné à défendre les côtes françaises, il participe notamment à l'occupation du port de Bizerte en 1881 avant d'être rayé des listes en 1907 puis démoli en 1912.